# Konfederacja generalna (1696)
Konfederacja generalna – zawiązana w 1696 roku konfederacja. Powodem zawiązania konfederacji było zerwanie sejmu konwokacyjnego przez jednego posła, Łukasza Horodyńskiego. Był to jedyny przypadek zerwania jednostkowego sejmu konwokacyjnego Rzeczypospolitej. 
Franciszek Salezy Jezierski w swoim traktacie z 1790 roku opisał zerwanie sejmu w sposób następujący:

Horodyński Poseł Czernichowski (…) Seym Konwokacyiny pierwszy raz zerwał, czego dotąd nigdy nie było. Tą chorobą zrywania Seymów, zaraziła się Rzplita(...)